# Presse quotidienne nationale française
La presse quotidienne nationale française est riche de 19 titres payants, dont 5 sont diffusés à plus de 100 000 exemplaires, et de 2 titres gratuits. Pour ce qui est de la diffusion, la presse gratuite a largement dépassé la presse payante. Celle-ci souffre, outre de son coût, d'un déficit de points de vente[réf. nécessaire].

## Presse quotidienne nationale française payante
| nom                                                              | Date de fondation                        | Fondateur                      | Remplace ou a absorbé      | Groupe de presse                       | Actionnaire(s) majoritaire(s)                      | Diffusion France payée 2013, | Diffusion France payée 2016-2017 | Remarques |
| ---------------------------------------------------------------- | ---------------------------------------- | ------------------------------ | -------------------------- | -------------------------------------- | -------------------------------------------------- | ---------------------------- | -------------------------------- | --- |
| Groupement Le Parisien (presse régionale)/ Aujourd'hui en France | 22 août 1944                             | Émilien Amaury                 | Le Parisien Libéré         | DI Group                               | LVMH (Bernard Arnault)                             | +411 003,                    | 344 226                          | Journal populaire et généraliste. Les diffusions du Parisien et d'Aujourd'hui en France sont couplées ici.                                                                               |
| Le Figaro                                                        | 15 janvier 1826 Devenu quotidien en 1866 | Étienne Arago et Maurice Alhoy | L'Aurore                   | Groupe Figaro                          | Groupe industriel Marcel Dassault (Serge Dassault) | +317 225,                    | 306 737                          | Journal généraliste, marqué à droite, proche de Les Républicains |
| Le Monde                                                         | 18 décembre 1944                         | Hubert Beuve-Méry              | Le Temps                   | Groupe Le Monde                        | Madison Cox, Matthieu Pigasse, Xavier Niel         | +275 310,                    | 278 780                          | Journal dit « de référence ». Politiquement indépendant, il est souvent proche des idées du centre gauche. Le Monde est le seul quotidien dit « du soir » à figurer dans cette liste.    |
| L'Équipe (édition générale)                                      | 28 février 1946                          | Jacques Goddet                 | L'Auto                     | Groupe Amaury                          |                                                    | +243 580,                    | 233 131                          | Journal sportif |
| Les Échos                                                        | 1908 Devenu quotidien en 1928            | Émile Servan-Schreiber         | Les Échos de l’Exportation | DI Group                               | LVMH (Bernard Arnault)                             | +123 636,                    | 128 215                          | Journal consacré presque entièrement à l'économie, aux finances et à la bourse. Il soutient une ligne éditoriale libérale-conservatrice, proche des idées de la droite[réf. nécessaire]. |
| Aujourd'hui en France (édition nationale du Parisien)            | 1994                                     |                                |                            |                                        | LVMH (Bernard Arnault)                             | +160 906,                    | 127 311                          | |
| La Croix                                                         | 1883                                     | Assomptionnistes               |                            | Groupe Bayard                          | Assomptionnistes                                   | +094 673,                    | 91 095                           | Journal catholique et progressiste. |
| Libération                                                       | 22 mai 1973                              | Jean-Paul Sartre et Serge July |                            | SARL Libération                        | Patrick Drahi et Bruno Ledoux                      | +101 616,                    | 75 824                           | Journal engagé à gauche, proche du Parti socialiste. |
| L'Opinion                                                        | 2013                                     | Nicolas Beytout                |                            | Bey Médias                             | LVMH (Bernard Arnault) et la famille Bettencourt   | +037 000,                    |                                  | Quotidien libéral, pro-business et pro-européen |
| Le Petit Quotidien                                               | 1998                                     | Play Bac Presse                |                            | Play Bac Presse                        |                                                    | +053 807,                    |                                  | Journal d'actualité pour les 6-10 ans. |
| Mon quotidien                                                    | 1995                                     | Play Bac Presse                |                            | Play Bac Presse                        |                                                    | +047 358,                    |                                  | Journal d'actualité pour les 10-14 ans. |
| Paris Turf                                                       | 1946                                     |                                |                            | Turf Éditions                          |                                                    | +041 393,                    |                                  | Courses hippiques. |
| L'Humanité                                                       | 18 avril 1904                            | Jean Jaurès                    |                            | Société nouvelle du journal l'Humanité |                                                    | +040 562,                    | 34 877                           | Organe central du Parti communiste français de 1920 à 1994 ; il en reste proche mais s'est depuis ouvert à d'autres composantes de la gauche.                                            |
| Paris Courses                                                    | 1994                                     | Jean Claude Seroul             |                            | Turf Éditions                          |                                                    | +020 653,                    |                                  | Courses hippiques. |
| International New York Times                                     | 1887                                     | James Gordon Bennett, Jr.      | New York Herald Tribune    | New York Times Company                 |                                                    | +017 167,                    | 14 212                           | Quotidien en anglais. |
| Tiercé Magazine                                                  | 1978                                     | Jean Claude Seroul             |                            | Turf Éditions                          |                                                    | +013 952,                    |                                  | Courses hippiques. |
| Week End                                                         | 1962                                     | Leo Zitrone                    |                            | Turf Éditions                          |                                                    | +013 859,                    |                                  | |
| La Gazette des Courses                                           |                                          |                                |                            |                                        |                                                    | +013 847,                    |                                  | Courses hippiques. |
| Bilto                                                            | 1985                                     | Les Éditions de la Bulle       |                            | Turf Éditions                          |                                                    | +010 405,                    |                                  | Courses hippiques. |

## Presse quotidienne nationale française gratuite
La diffusion de ces gratuits est assurée hors kiosques ou marchands de journaux traditionnels par des distributeurs à l'entrée des métros ou sur certains points de passage du public.

### Quotidiens gratuits du matin
- 20 minutes : Schibsted, un groupe norvégien, a lancé ce quotidien gratuit en France au début de 2002. Il est diffusé à 897 500 exemplaires[6] en France (11 éditions) dont 553 600 exemplaires à Paris[7]. Avec 3,78 millions de lecteurs[6], 20 Minutes est, de fait, le premier quotidien généraliste en termes de lectorat.

### Anciens quotidien gratuits
- Metronews : Tirage de plus de 800 000 exemplaires quand il existait en version papier. C'était un quotidien gratuit du matin. Il n'est plus imprimé depuis juillet 2015 et il a cessé toute activité y compris sur Internet le 29 août 2016[8].
- Direct Soir : Produit par le Groupe Bolloré entre 2006 et 2010. C'était un quotidien gratuit du soir.
- CNews (journal) : Publié en partenariat entre le groupe Bolloré et le Groupe Le Monde de 2017 à 2021. Il produisait ses propres articles et recyclait ceux publiés dans Le Monde et Courrier international. Il était diffusé à 886 000 exemplaires en France (10 éditions)[9] dont 548 300 exemplaires à Paris[10]. Avec 1,80 million de lecteurs[9], CNews était, de fait, un des principaux quotidiens généralistes en termes de lectorat.

## Faits marquants des années 2000 et 2010
Les Échos ont été rachetés par le groupe LVMH au 4e trimestre 2007.
Le Monde connaît des difficultés de direction (2007, janvier 2008). Le groupe Le Monde est détenu depuis 2010 par les hommes d'affaires Xavier Niel, Pierre Bergé et Matthieu Pigasse.
Le Figaro : la Socpresse, qui édite Le Figaro, a été rachetée en 2004 par Serge Dassault. 
Libération : Édouard de Rothschild est entré en 2005 dans le capital du titre qui se trouvait en grande difficulté. En 2006, Serge July (l'un des fondateurs de Libération avec Jean-Paul Sartre), qui dirigeait le journal a été conduit à démissionner. Il a été remplacé à la présidence du titre par Laurent Joffrin, ex de Libération, et ancien directeur de la rédaction du Nouvel Observateur, magazine qu'il rejoint de nouveau en mars 2011. Il est alors remplacé par Nicolas Demorand. L'homme d'affaires Bruno Ledoux devient le deuxième actionnaire de référence du journal en 2011. Un plan de sauvegarde est lancé en 2014 par Bruno Ledoux et Patrick Drahi, tandis qu'Édouard de Rothschild se désengage ; Laurent Joffrin revient à la tête du journal.
France-Soir : le quotidien a d'abord été racheté par l'homme d'affaires égyptien Raymond Lakah. Après une nouvelle crise financière, le 12 avril 2006, le projet de reprise du journaliste Olivier Rey et de l'homme d'affaires Jean-Pierre Brunois a été choisi par le tribunal de commerce de Lille. Il a été ensuite, en 2009, repris par l'homme d'affaires russe Alexandre Pougatchev, qui arrête la diffusion papier en 2012.
La Tribune a été reprise par Alain Weill en 2007, puis cédée à 80 % à sa directrice générale Valérie Decamp. Le journal abandonne lui aussi la formule quotidienne en 2012 pour une édition hebdomadaire.
En mai 2013, le quotidien d'opinion libéral (5 jours par semaine) L'Opinion est lancé par Nicolas Beytout.
En janvier 2015, le groupe Roularta cède à Patrick Drahi ses magazines les plus importants pour moins de 10 millions d'euros : L'Express, L'Expansion, Studio Ciné Live, Lire, Mieux vivre votre argent, Classica et Pianiste.
Le 11 juin 2015, Bruno Ledoux, qui jusqu'ici détenait 50 % du quotidien Libération, a transformé ses actions en une part de « près de 10 % » du capital d'Altice Media Group.
En octobre 2015, Le Parisien est racheté au groupe Amaury par le groupe LVMH - qui possède déjà Les Échos.

## Crise de la presse quotidienne nationale française
L'irruption des gratuits, l'expansion d'Internet, la fermeture de nombreux points de vente, la baisse des revenus publicitaires à la suite de la crise économique de la fin des années 2000, les coûts d'impression élevés et d'autres phénomènes affectent considérablement la presse écrite, particulièrement quotidienne, qui subit une crise profonde,,.

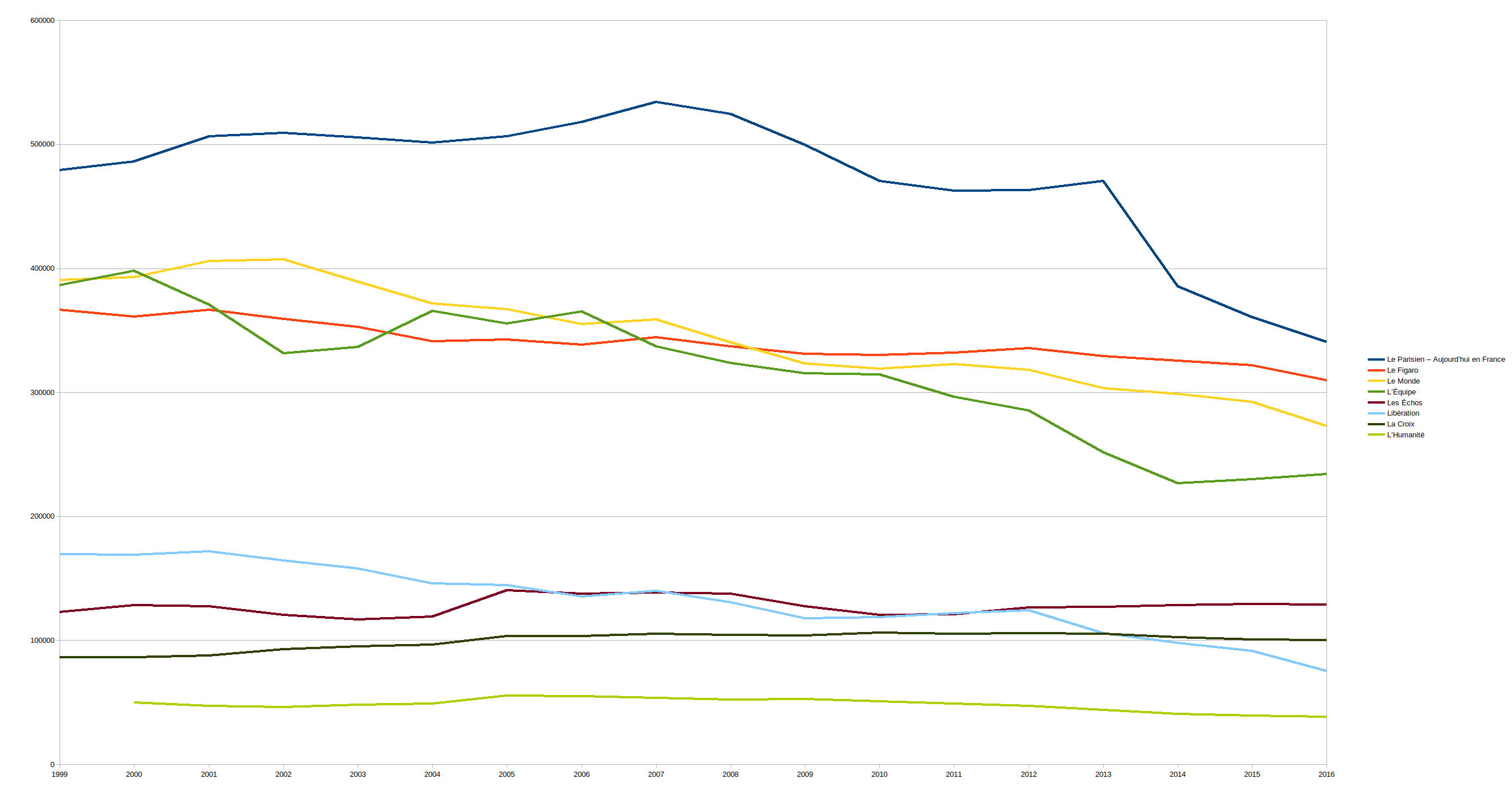
Évolution des ventes des principaux journaux quotidiens depuis 1999.